# Étouvy
Étouvy är en kommun i departementet Calvados i regionen Normandie i norra Frankrike. Kommunen ligger i kantonen Le Bény-Bocage som ligger i arrondissementet Vire. År 2018 hade Étouvy 285 invånare.

## Befolkningsutveckling
Antalet invånare i kommunen Étouvy
Referens: INSEE